# HMS Gipsy (H63)
Pour les autres navires du même nom, voir HMS Gipsy.
Le HMS Gipsy (H63) est un destroyer de classe G construit pour la Royal Navy à la fin des années 1930.
Il a passé la majeure partie de la période d'avant-guerre au sein de la Mediterranean Fleet (flotte méditerranéenne). Le navire a été transféré dans les îles britanniques pour escorter les navires dans les eaux locales peu après le début de la Seconde Guerre mondiale. Moins d'un mois après son arrivée, il a heurté une mine près de Harwich et a coulé avec la perte de 30 membres d'équipage. Son épave a été récupérée et lentement mise au rebut au cours de la guerre.

## Description
Le Gipsy déplaçait 1 350 tonnes longues (1 370 tonnes (t)) à charge normale et 1 883 tonnes longues (1 913 t) à charge pleine. Il avait une longueur hors-tout de 98,5 m, une largeur de 10,1 m et un tirant d'eau de 3,8 m. Il était propulsé par deux turbines à vapeur à engrenages Parsons, entraînant deux arbres, qui développaient une puissance totale de 34 000 chevaux-vapeur (25 000 kW) et donnaient une vitesse maximale de 36 nœuds (67 km/h). La vapeur pour les turbines était fournie par trois chaudières à trois tambours Admiralty. Le Gipsy transportait un maximum de 470 tonnes longues (480 t) de fuel, ce qui lui donnait une autonomie de 5 530 milles nautiques (10 240 km) à 15 nœuds (28 km/h). Son effectif était de 137 officiers et hommes en temps de paix, mais il était porté à 146 en temps de guerre.
Le navire était équipé de quatre canons Mark IX de 4,7 pouces (120 mm) de calibre 45  montés sur des supports simples. Pour la défense anti-aérienne (AA), le Gipsy avait deux supports quadruples Mark I pour la mitrailleuse Vickers Mark III de 0,5 pouce. Il était équipé de deux supports quadruples de tubes lance-torpilles au-dessus de l'eau pour des torpilles de 21 pouces (533 mm). Un rail de grenades sous-marines et deux lanceurs étaient installés ; 20 grenades sous-marines étaient initialement transportées, mais ce nombre a été porté à 35 peu après le début de la guerre.

## Historique
La pose de la quille du Gipsy a été réalisée au chantier naval de la Fairfield Shipbuilding and Engineering Company, à Govan, en Ecosse, le 4 septembre 1934, lancé le 7 novembre 1935 et achevé le 22 février 1936. À l'exclusion des équipements fournis par le gouvernement, comme l'armement, le navire a coûté 250 364 livres sterling (£),. À part une brève période d'affectation à la 20e flottille de destroyers de la Home Fleet après sa mise en service, le Gipsy a passé la période d'avant-guerre à la 1re flottille de destroyers de la Mediterranean Fleet (flotte méditerranéenne). Il a été remis en état à l'arsenal de Devonport entre le 2 juin et le 30 juillet 1938.
Lorsque la guerre éclate en septembre 1939, le Gipsy est déployé avec la 1re flottille de destroyers pour des patrouilles et le contrôle de la contrebande en Méditerranée orientale, basé à Alexandrie. En octobre, le Gipsy et toute sa flottille sont transférés au Western Approaches Command à Plymouth. Le 12 novembre, il entre en collision avec son navire-jumeau (sister ship), le Greyhound, en route vers Harwich et sa nouvelle affectation à la 22e flottille de destroyers, mais il n'est que légèrement endommagé. Le 21 novembre, le navire sauve trois aviateurs allemands à l'extérieur du port de Harwich et retourne au port pour les remettre à l'armée.
Plus tard dans la soirée, le Gipsy est parti avec les destroyers Griffin, Keith, Boadicea, ORP Burza et ORP Grom à la recherche de U-Boote supposés poser des mines dans la mer du Nord. Juste à l'extérieur de la flèche du port, il déclenche l'une des deux mines magnétiques larguées environ deux heures plus tôt par deux hydravions allemands et, presque brisé en deux, coule au bord du chenal en eau profonde. 31 membres de son équipage, y compris le capitaine, le Leutnant-Commander Crossley, ont été tués ou mortellement blessés, 115 ont été secourus par les autres destroyers et par les vedettes du port. L'enquête a déterminé que, bien que les défenses du port aient été en alerte (UK National Archive 248 Heavy AA Battery War Diary WO 166/2529), et qu'elles aient effectivement vu et tracé les hydravions et leurs mines, leurs rapports étaient inexacts. Bien que l'amiral de Harwich ait dit aux destroyers de longer le côté du chenal opposé à l'endroit où les mines tombaient, il n'avait pas précisé pourquoi, ni que les navires couraient un danger particulier. À l'exception de ceux qui se trouvaient sur le pont, les membres de l'équipage du Gipsy n'étaient pas conscients de l'existence d'un quelconque danger; en conséquence, certains s'étaient couchés sous le pont et aucun plan d'urgence n'avait été établi pour préparer des canots de sauvetage.

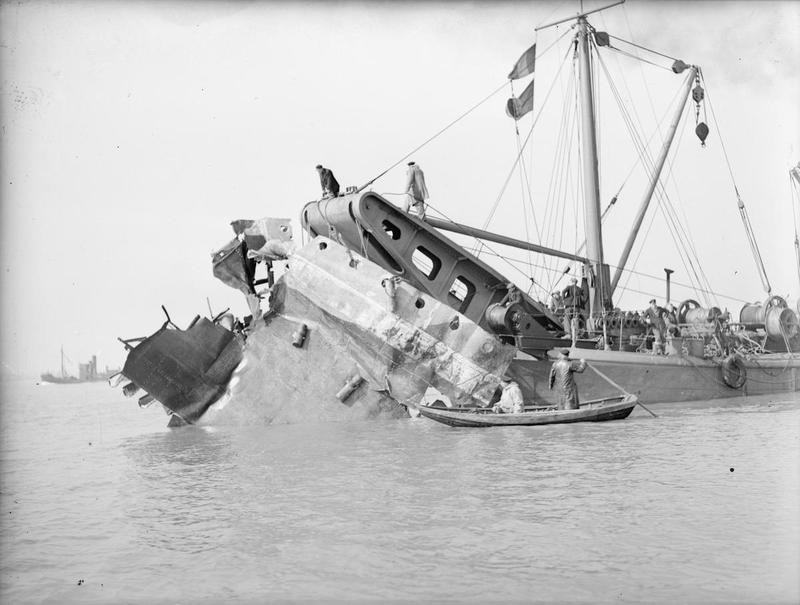
Un morceau du Gipsy est remonté à la surface par un navire de sauvetage, mars 1943.

Cette absence d'avertissement, ainsi que l'incapacité des défenses locales à tirer sur les hydravions allemands, ont fait l'objet d'une controverse à l'époque et plus tard. Il s'avéra que leur échec à tirer était dû à un ordre du commandement de la lutte anti-aérienne de l'armée de terre selon lequel les avions non identifiés ne devaient pas être engagés, bien que les défenseurs aient, à ce moment-là, reconnu leur nationalité, sinon leur type - et vu leurs mines.
L'épave est restée debout sur le fond marin, seuls le pont et le canon avant étant visibles à marée haute. Seul un blindage déformé au milieu du navire maintenait les deux sections principales de l'épave ensemble et il a été coupé par des explosifs lorsque le sauvetage a commencé peu après le naufrage. Les deux moitiés ont été soulevées par des pontons, et ont ensuite été démantelées séparément : 750 tonnes longues (760 t) de ferraille et 38 tonnes longues (39 t) de métaux non ferreux ont été récupérées entre juin 1940 et février 1944.

### Source
- (en) Cet article est partiellement ou en totalité issu de l’article de Wikipédia en anglais intitulé « HMS Gipsy (H63) » (voir la liste des auteurs).